# Raccordement Den Helder Haven
Den Helder Haven (afkorting Hdrh) was een raccordement in Den Helder. Het liep van station Den Helder naar de Spoorweghaven. Tegenwoordig is het eerste deel van het spoor nog in gebruik voor het rangeren van treinstellen. Tot in de jaren negentig werd het spoor regelmatig gebruikt voor afvalvervoer door de VAM, vervoer van buizen en vervoer voor de Koninklijke Marine.

## Tracé
Het spoor loopt van het emplacement bij Station Den Helder langs het spoor naar Alkmaar in het zuiden. Het maakt een bocht naar het oosten, aan het begin van deze bocht zat een spoor naar een onderstation en aan het eind van deze bocht zat een kort kopspoor voor een kolenlosplaats. Hierna stopt het spoor tegenwoordig, net voor de kruising met de Schootenweg. Het oude spoor kruiste hier de weg en een paar honderd meter verder was een aftakking naar het afvalverwerkingsbedrijf VAM. Aan het einde van het raccordement bevond zich nog een omloopspoor met een kort kopspoor bij de Spoorweghaven waarna het spoor eindigt.

## Geschiedenis
Het spoortje is aangelegd rond 1958, toen het nieuwe station in Den Helder werd gebouwd. Het verving een ouder spoor naar de Spoorweghaven die lag op de locatie van een te bouwen woonwijk. Dit oudere spoor stamde uit de tijd dat de stamlijn werd aangelegd halverwege 19e eeuw. Het spoor is sinds 2001 niet meer voor goederenvervoer gebruikt. In april 2008 is het eerste gedeelte van de havenlijn, tot de Schootenweg, geëlektrificeerd om te dienen als uithaalspoor ten behoeve van station Den Helder; voor het rangeren met treinstellen hoeft dan niet langer het hoofdspoor te worden gebruikt.
In 2010 is de Schootenweg ter hoogte van de spoorwegovergang geasfalteerd. Hierbij is het spoor niet in het nieuwe wegdek teruggekomen, zodat het onmogelijk is geworden om de haven per spoor te bereiken. De aansluiting voor de vuiloverslag was al eerder opgebroken. Het gedeelte ten oosten van de Schootenweg is nog gedeeltelijk aanwezig en veelal met gras overgroeid. Dit terrein is door gemeente Den Helder van NS en ProRail overgekocht om er woningbouw te realiseren.